# الدرب (ذمار)

تعديل مصدري - تعديل

الدرب هي إحدى قرى عزلة منقذة بمديرية مدينة ذمار التابعة لمحافظة ذمار، بلغ تعداد سكانها 1,794 نسمة حسب تعداد اليمن لعام 2004.